# Sava (distrikt i Bulgarien)
Sava (bulgariska: Сава) är ett distrikt i Bulgarien.   Det ligger i kommunen Obsjtina Dălgopol och regionen Oblast Varna, i den östra delen av landet, 300 km öster om huvudstaden Sofia.
I omgivningarna runt Sava växer i huvudsak lövfällande lövskog. Runt Sava är det ganska glesbefolkat, med 39 invånare per kvadratkilometer.